# Mání
Mání (jiné názvy: nepřesně Mani; podle některých názorů původně Máné; v zoroastrijském sanskrtu Mánéjasja; starořecky Manes [jiný přepis: Manés] nebo Man(n)ichaios; latinsky Manes nebo Manichaeus, Mannicheus; 14. dubna 216, nedaleko Ktésifónu – 26. února 277) byl perský (íránský) prorok, zakladatel manicheismu – náboženství vycházející z gnostického učení pozdní antiky, které bylo kdysi všeobecně rozšířeno, nicméně dnes prakticky zaniklé. Největší množství manichejských památek se zachovalo na území Číny z období vlády dynastie Jüan, kdy se manicheismus adaptoval na východní představy. Čínský manicheismus měl vliv na rozvoj buddhismu.

## Galerie

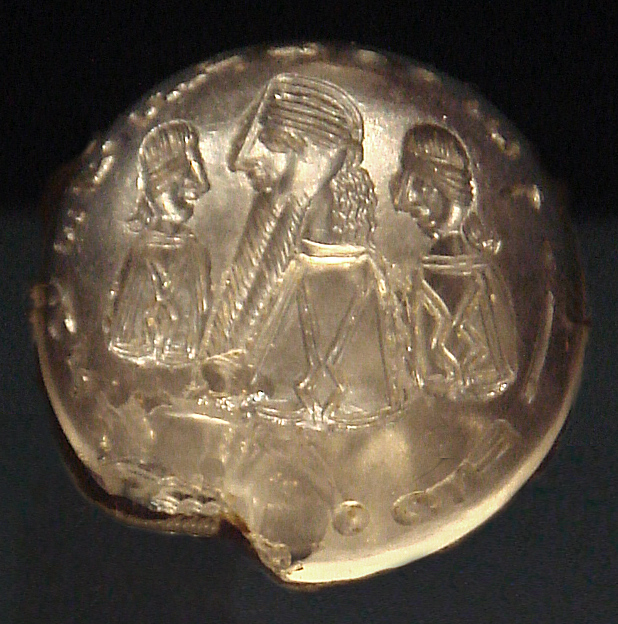
Pečeť s Máním ze 3. století nalezená v Iráku, obsahuje nápis „Mání, posel mesiášův“
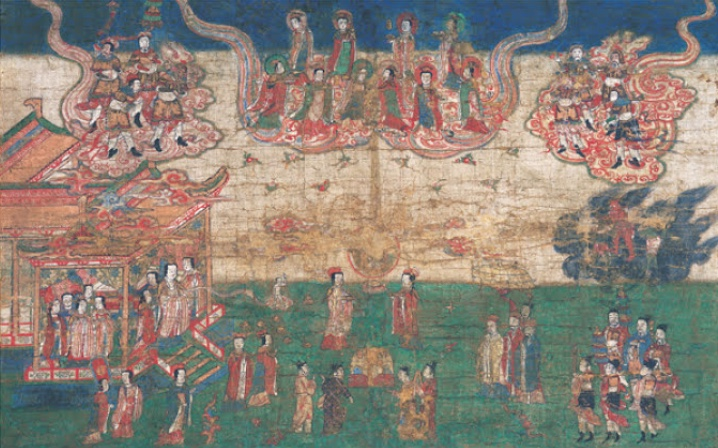
Máního narození, Čína za vlády dynastie Jüan
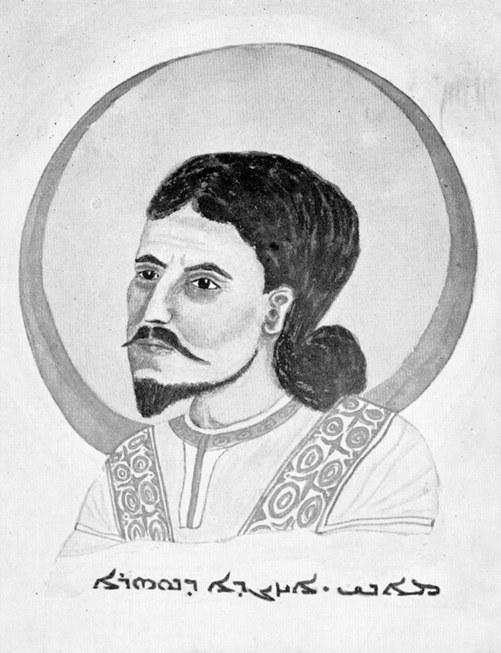
Hypotetická podoba proroka s popiskem „Mání, posel světla“
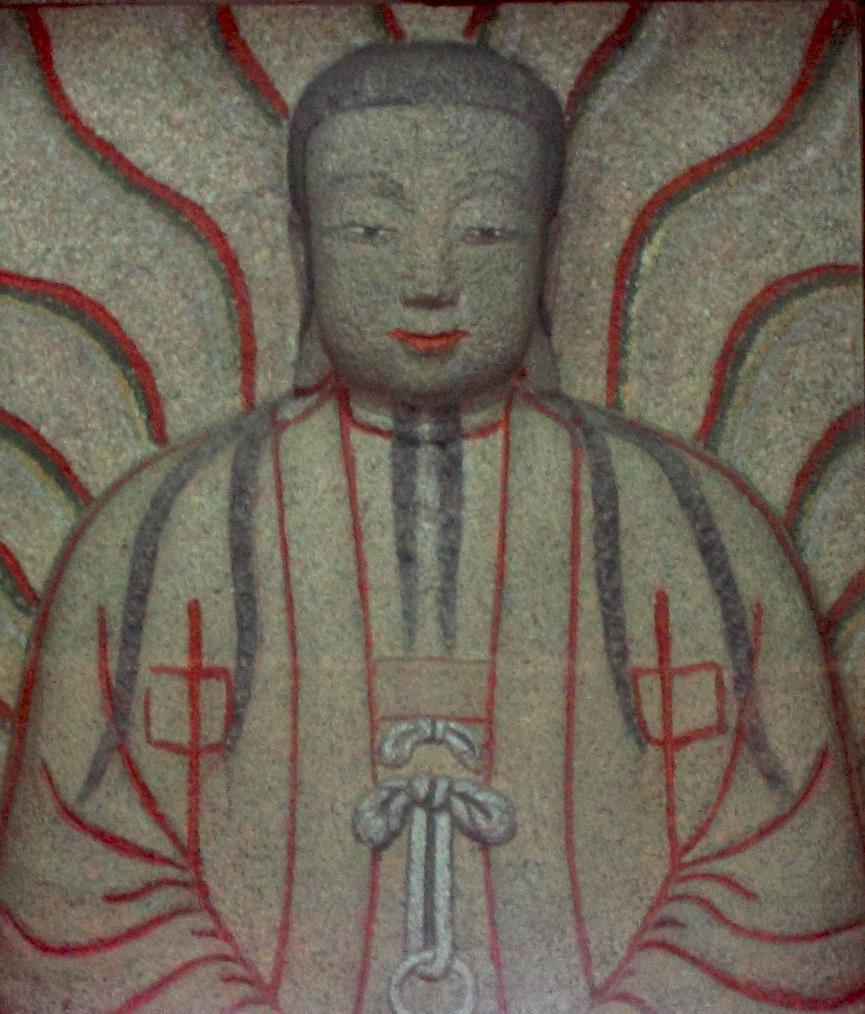
Mání v podobě buddhy světla na v Cao'anském chrámu v Číně
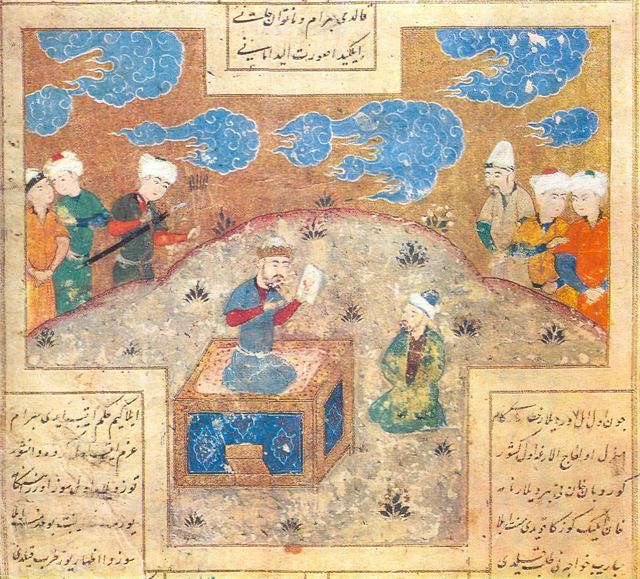
Mání před perským králem Bahramem, Alíšer Navoí, 16. století
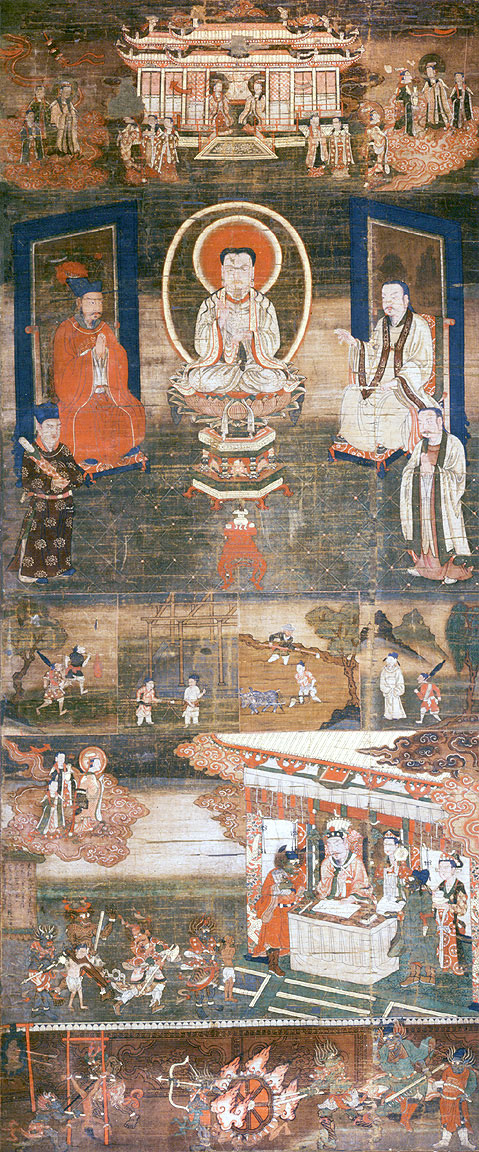
Mání při rozmluvě o nauce spásy, 13. století, Čína v době vlády dynastie Jüan